# Trent Lakes
Trent Lakes (offiziell Municipality of Trent Lake) ist eine Verwaltungsgemeinde im Südosten der kanadischen Provinz Ontario. Die Gemeinde liegt im Peterborough County und hat den Status einer Lower Tier (untergeordneten Gemeinde).
Die heutige Gemeinde entstand im Rahmen der Gemeindereform durch den Zusammenschluss der damaligen Township „Galway-Cavendish“ und „Harvey“ im Jahr 1998 und nannte sich auch entsprechend „Galway-Cavendish and Harvey“. Im Jahr 2013 änderte sich der Name der Gemeinde in den heutigen Namen.

## Lage
Trent Lakes umschließt das nördliche Ufer mehrerer der größeren östlichen See der Kawartha Lakes, des Pigeon Lake, des Buckhorn Lake, des Lower Buckhorn Lake und des Lovesick Lake, sowie die nördlich davon liegende Fläche. Die Gemeinde liegt dabei in den südlichen Ausläufern des kanadischen Schildes und etwa 125 Kilometer Luftlinie nordöstlich von Toronto.
Die Gemeinde gliedert sich in die drei Wards „Harvey Ward“, „Galway Ward“ and „Cavendish Ward“, in denen es zahlreiche kleine und kleinste Ansiedlungen gibt. Siedlungsschwerpunkte sind dabei die Siedlungen im südlichen Gemeindegebiet, „Alpine Village“, „Kawartha Hideaway“, „Buckhorne“ sowie „Burleigh Falls“ und das nördlich am Mississagua Lake gelegene „Mississagua Landing“.
Ebenfalls im Gemeindegebiet finden sich mit dem Wolf Island Provincial Park und dem Kawartha Highlands Provincial Park zwei der Provincial Parks in Ontario.
Außerdem umschließt das Gemeindegebiet auch mehrere Reservate (Curve Lake und Islands in the Trent Waters) der First Nations, hier hauptsächlich Gruppen der Mississauga.

## Demografie
Der Zensus im Jahr 2016 ergab für die Siedlung eine Bevölkerungszahl von 5397 Einwohnern, nachdem der Zensus im Jahr 2011 für die Siedlung eine Bevölkerungszahl von 5105 Einwohnern ergeben hatte. Die Bevölkerung hat damit im Vergleich zum letzten Zensus im Jahr 2011 etwas über den Schnitt um 5,8 % zugenommen, während der Provinzdurchschnitt bei einer Bevölkerungszunahme von 4,6 % lag. Im Zensuszeitraum von 2006 bis 2011 hatte die Einwohnerzahl in der Gemeinde entgegen dem Provinzdurchschnitt noch um 3,4 % abgenommen, während die Gesamtbevölkerung in der Provinz um 5,7 % zunahm.

## Verkehr
Trent Lakes wird vom in Nord-Süd-Richtung verlaufenden Kings Highway 28 durchquert.
Da die Gemeinde an den Kawartha Lakes liegt, ist sie damit auch an de Trent-Severn-Wasserweg angebunden. Die Seengruppe wird darüber entweder mit der Bay of Quinte des Ontariosees oder mit der Georgian Bay des Huronsees verbunden.